# Dabyani
Dabyani (en macédonien Дабјани) est un village du centre de la Macédoine du Nord, situé dans la municipalité de Dolneni. Le village ne comptait aucun habitant en 2002.